# Шрусбері (Вермонт)
Шрусбері (англ. Shrewsbury) — місто (англ. town) в США, в окрузі Ратленд штату Вермонт. Населення — 1096 осіб (2020).

## Демографія
Згідно з переписом 2010 року, у місті мешкало 1056 осіб у 446 домогосподарствах у складі 311 родини. Було 568 помешкань
Расовий склад населення:
| - 98,3 % — білих - 0,5 % — азіатів - 0,2 % — корінних американців - 0,2 % — чорних або афроамериканців |

До двох чи більше рас належало 0,9 %. Частка іспаномовних становила 0,7 % від усіх жителів.
За віковим діапазоном населення розподілялося таким чином: 16,2 % — особи молодші 18 років, 64,8 % — особи у віці 18—64 років, 19,0 % — особи у віці 65 років та старші. Медіана віку мешканця становила 50,0 року. На 100 осіб жіночої статі у місті припадало 104,7 чоловіків;  на 100 жінок у віці від 18 років та старших — 105,3 чоловіків також старших 18 років.
Середній дохід на одне домашнє господарство  становив 86 909 доларів США (медіана — 67 875), а середній дохід на одну сім'ю — 93 105 доларів (медіана — 72 589). Медіана доходів становила 46 250 доларів для чоловіків та 43 393 долари для жінок. За межею бідності перебувало 8,3 % осіб, у тому числі 16,4 % дітей у віці до 18 років та 2,3 % осіб у віці 65 років та старших.
Цивільне працевлаштоване населення становило 619 осіб. Основні галузі зайнятості: освіта, охорона здоров'я та соціальна допомога — 26,3 %, виробництво — 14,2 %, будівництво — 11,5 %, науковці, спеціалісти, менеджери — 9,7 %.